# Реш (буква сирийского алфавита)
ܪ (ܪܝܫ, в.-сир. реш, з.-сир. риш) — двадцатая буква сирийского алфавита.

## Использование
Происходит от арамейской буквы реш (𐡓), восходящей к финикийской букве рош (𐤓, ).
В сирийском языке обозначала дрожащий согласный [r]. В ассирийском языке также обозначает [r]. Числовое значение в сирийской системе счисления — 200.
В романизациях ALA-LC и BGN/PCGN передаётся как r.

## Кодировка
Буква реш была добавлена в стандарт Юникод в версии 3.0 в блок «Сирийское письмо» (англ. Syriac) под шестнадцатеричным кодом U+072A.